# Berna Ceppas
Berna Ceppas (Rio de Janeiro) é um compositor brasileiro.
Compôs a trilha sonora de alguns shows da coreógrafa Deborah Colker, assim como a do espetáculo Ovo, do Cirque du Soleil.
É um dos fundadores da big band carioca Orquestra Imperial.
Ele também foi co-compositor e co-produtor da canção em inglês "Who's The Enemy?" de Gabriel o Pensador e o californiano Ithaka, que apresentava baixo por Liminha.